# Cigaritis chitralensis
Cigaritis chitralensis är en fjärilsart som beskrevs av Riley 1925. Cigaritis chitralensis ingår i släktet Cigaritis och familjen juvelvingar. Inga underarter finns listade i Catalogue of Life.